# Асела експрес
Acela Express (произнася се „əˈsɛlə“, „асѐла“) е единственият американски пътнически високоскоростен влак. Собственост е на компанията „Amtrak“. Максималната му скорост е 240 km/h, но средната му скорост е реално два пъти по-ниска.
Практически това е единственият високоскоростен влак в Северна и Южна Америка. На 26 април 2006 г. Нестор Киршнер обявява, че Аржентина ще изгради високоскоростен влак по линия Буенос Айрес – Росарио – Кордоба, който ще се движи с максимална скорост до 320 km/h. Световна финансова криза (2008-2011) отлага проекта, оценен на стойност 4 милиарда долара, а през декември 2012 г. френската компания Alstom признава за раздадени подкупи на най-високо ниво с цел спечелване на обществената поръчка в Аржентина. В резултат от това проектът за втори в Америка и първи в Южна Америка високоскоростен влак, се проваля.
Acela Express използва конвенционални (но реновирани) железопътни линии, като единственият високоскоростен американски влак разполага с оборудване за накланяне в завоите, което позволява по-добър баланс при висока скорост в криви с малък радиус.
Експлоатацията на Acela Express започва на 11 декември 2000 г., като обслужваната линия е с обща дължина 734 km, която те изминават за 7 часа. Линията започва от столицата Вашингтон и завършва в Бостън, като има 14 междинни спирки, вкл. Балтимор, Филаделфия и Ню Йорк.
Влакът е сериозен конкурент на основното средство за придвижване в САЩ – въздушния транспорт. Acela Express държи близо половината от целия пътнически трафик между Вашингтон и Ню Йорк, както и 37% от пътническия трафик между Ню Йорк и Бостън.
Средногодишно високоскоростният влак Acela Express транспортира около 3 милиона пътници (3,4 млн. за 2018 г.), като още 6,9 милиона ползват пътническите влакове от конвенционален тип на Amtrak по трасето, които имат голям брой спирки.